# Playa de Almardá
La playa de Almardá es una playa que se encuentra en el término municipal de Sagunto, en el Campo de Morvedre (Comunidad Valenciana, España). Se trata de una playa abierta de casi dos kilómetros de longitud formada por piedra. Su mayor atractivo está en el cordón de dunas de gran valor ecológico que presenta por el poniente.